# Пушкарне
Пушка́рне — село в Україні, у Чкаловській селищній громаді Чугуївського району Харківської області. Населення становить 63 осіб. До 2016 орган місцевого самоврядування — Леб'язька сільська рада.

## Географія
Село Пушкарне знаходиться на відстані 3 км від річки Сіверський Донець (лівий берег). На відстані 2 км розташовані села Леб'яже і Таганка, за 3 км — село Коробчине. На південно-західній околиці бере початок балка Пушкарний Яр.

## Історія
12 червня 2020 року, відповідно до Розпорядження Кабінету Міністрів України № 725-р «Про визначення адміністративних центрів та затвердження територій територіальних громад Харківської області», увійшло до складу Чкаловської селищної громади.
19 липня 2020 року, в результаті адміністративно-територіальної реформи та ліквідації Чугуївського району, село увійшло до складу новоствореного Чугуївського району Харківської області.

## Населення

### Мова
Розподіл населення за рідною мовою за даними перепису 2001 року:
| Мова       | Кількість | Відсоток |
| ---------- | --------- | -------- |
| українська | 57        | 90.48%   |
| російська  | 6         | 9.52%    |
| Усього     | 63        | 100%     |